# اشتباكات فورو بارانغا 2023
في 10 أبريل 2023، اندلعت اشتباكات بين المدنيين من قبيلة المساليت والمدنيين العرب في مدينة فورو بارانغا بغرب دارفور، السودان، مما أسفر عن مقتل ما لا يقل عن 25 شخصًا. بعد أربعة أيام توقفت الاشتباكات، لكن اندلع صراع وطني أوسع.

## مقدمة
طوال فترة حرب دارفور، كانت مدينة فورو بارانغا ملاذًا للاجئين الهاربين من العنف في غرب ووسط دارفور، بسبب موقعها المجاور لتشاد. في عام 2021، وخلال اشتباكات دارفور لعام 2021، لجأ العديد من اللاجئين من كرينيك وجبل مون إلى المدينة. ومع ذلك، فإن التدفق الجديد للاجئين زاد من حدة التوترات العرقية بين شعب المساليت غير العربي والقبائل العربية في المدينة. هذه التوترات اندلعت في العنف من قبل، حيث اندلعت احتجاجات في عام 2021 بعد إطلاق النار على صاحب كشك.

## اشتباكات
في الفترة بين 7 و10 أبريل، تصاعدت التوترات في المدينة عقب القتل المتفرق لثلاثة أشخاص من القبيلتين. في محاولة لتهدئة العنف، أرسلت سلطات غرب دارفور قوات أمن إضافية إلى المدينة، على الرغم من أن ذلك لم يكن له تأثير يذكر. اندلع القتال في 10 أبريل وانتشر بسرعة إلى تسعة أحياء. أُحرقت خمسون منزلًا في العنف الأولي، واضطر حوالي 20.000 شخص للفرار إلى تشاد وقرية جمزة القريبة. كانت الأحياء الرئيسية المتأثرة هي حي الشاطئ وحي السلام.
في 11 أبريل، فرض خميس أبكر، والي غرب دارفور، حظر تجول لمدة أسبوعين في المنطقة في محاولة لوقف العنف. بحلول 13 أبريل، صرح محمد حسين تيمان، زعيم مجلس مجتمع فورو بارانغا، أن 24 مدنيًا قد قُتلوا في العنف. كما امتدت هجمات الانتقام إلى بلدة بركة سيرة في شمال دارفور.
بحلول 15 أبريل، تم حرق أحياء السلام والشاطئ تمامًا، إلى جانب أحياء التضامن والمدينة المنورة. كانت الأحياء مسكونة بشكل رئيسي من قبل اللاجئين غير العرب. أفاد سكان فورو بارانغا أن المهاجمين استخدموا 300 دراجة نارية وعدة جمال لمهاجمة المدينة. قُتل ما لا يقل عن 25 شخصًا، ومن المرجح أن يكون عدد القتلى أعلى بسبب صعوبة الوصول إلى عدة أجزاء من المدينة لتقديم المساعدات الإنسانية والخدمات الطبية. تم اختطاف عدة أشخاص أيضًا.
اجتمع القائد الانتقالي السوداني عبد الفتاح البرهان، ونائب القائد حميدتي، ووالي دارفور مني مناوي، ونائب الوالي محمد عيسى عليو في 14 أبريل لمناقشة الاشتباكات، ووافقوا على إرسال قوات الجيش السوداني وأفراد قوات الدعم السريع المتمركزين في وسط دارفور لتهدئة الاشتباكات. القليل معروف عن تأثير هذا الإجراء، حيث بدأ الصراع السوداني لعام 2023 في اليوم التالي.

## ما بعد الأحداث
بحلول 23 أبريل، كانت ميليشيات قوات الدعم السريع قد سيطرت على فورو بارانغا.